# Marcel Słodki

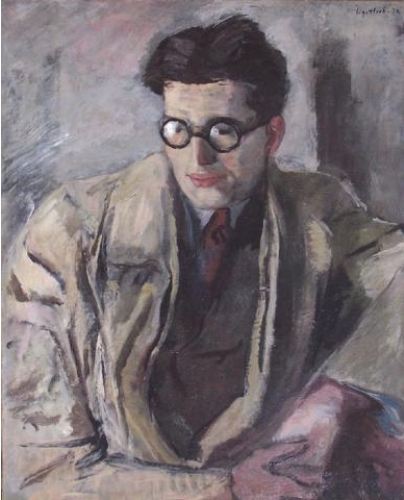
Léopold Gottlieb, Männliches Porträt (vermutlich Marceli Słodki darstellend)

Marcel Słodki: Plakat zur ersten DADA-Vorstellung in Zürich 1916

Marcel Słodki (11. November 1892 in Łódź, Russisches Kaiserreich; gestorben nach dem 17. Dezember 1943 oder 1944 im KZ Auschwitz; auch Marceli Słodki) war ein polnisch-jüdischer Maler, Grafiker und Bühnenbildner.

## Leben
Słodki war der Sohn eines Prokuristen und Bankdirektors in Łódź. Er besuchte zunächst die dortige Schule, ehe er ab dem 31. Oktober 1910 bis 1913 an der Königlichen Akademie der Künste München bei Carl Johann Becker-Gundahl studierte. Nach Kriegsausbruch 1914 wich er vor der Internierung in die Schweiz aus. Er gehörte in Zürich zu den ersten Dadaisten. Von 1921 bis 1924 lebte er in Berlin und war Bühnenbildner der „Wilden Bühne“. Er war Mitarbeiter von Franz Pfemferts Die Aktion. 1924 zog Słodki nach Paris. Er zeigte seine Werke auf dem Pariser Salon des indépendants 1928 und Salon d’Automne 1937, in Warschau 1934 und in London 1938.
Er heiratete die Malerin Macha (geborene Boulanger). Während des Zweiten Weltkrieges lebte er im Versteck in Brive-la-Gaillarde. 1943 konnte er sich der Verhaftung entziehen, da er rechtzeitig gewarnt wurde. Mit gefälschten Dokumenten floh er mit seiner Frau nach Bourg-Saint-Maurice bei Chambéry. Am 14. Dezember 1943 wurden sie erneut verraten und zunächst in Drancy interniert, und am 17. Dezember 1943 im Konvoi Nr. 63 nach Auschwitz deportiert.

## Werke (Auswahl)
- Trapezkünstler (ohne Titel, ca. 1915, Abgedruckt in Die Aktion Nr. 6, 1916)[7]
- Ivan S Turgenev: Kazń Tropmana: iz literaturnych i žitejskich vospominanij. (Illustrationen)[8]
- Klabund: Pjotr. Roman eines Zaren. Einbandgestaltung von Marcel Słodki. Reiß, Berlin 1923.
- Hans Janowitz: Asphaltballaden. (Lithografien)[9]

- Junge Frau in roter Bluse (Öl auf Leinwand, 61 × 50 cm; Museum Kunst der Verlorenen Generation, Salzburg)[10]